# Стрельников, Николай Михайлович
Никола́й Миха́йлович Стре́льников (настоящая фамилия — фон Ме́нзенкампф; 1888—1939) — российский юрист, позднее советский композитор, музыкальный критик, дирижёр. Заслуженный деятель искусств РСФСР (1939). Один из основоположников советской оперетты. Из его произведений наиболее известна оперетта «Холопка» (1929). В музыкальной, в том числе композиторской, деятельности использовал в качестве псевдонима девичью фамилию матери (Стрельникова).

## Биография
Родился в Санкт-Петербурге в семье члена Петербургского окружного суда по городу Кронштадту статского советника Михаила Готгардовича фон Мензенкампфа (1853—1904) и его жены Анны Петровны Стрельниковой, пианистки, ученицы Антона Рубинштейна. Принадлежал к дворянскому роду фон Мензенкампф (в некоторых источниках фамилия ошибочно указывается как Мензенкамф или Мезенкампф), внук генерал-лейтенанта Г. Б. фон Мензенкампфа. Троюродный брат С. В. Рахманинова (их бабушки, Софья Александровна Бутакова и Елизавета Александровна фон Мензенкампф, урождённые Литвиновы, были родными сёстрами). Рано остался без матери.
Видный российский юрист, в 1909 году окончил Императорское училище правоведения с золотой медалью. До революции имел обширную юридическую практику в области «увечного права» — социального обеспечения лиц, получивших производственную травму. Сблизился с сенатором А. Ф. Кони, совместно с которым пропагандировал необходимость либеральных реформ российского законодательства.
Одновременно учился музыкальной композиции у С. В. Рахманинова, Ц. А. Кюи, занимался фортепиано у А. Н. Есиповой. Старший троюродный брат, уже знаменитый музыкант, был близок с Николаем Михайловичем, «приезжая в Петербург, постоянно бывал в его доме, решительно поддерживал его ранние композиторские опыты, что было существенно, когда решался вопрос, быть ли ему юристом или избрать музыкально-композиторское поприще». Первые самостоятельные опыты композиции датированы 1906 годом.
В 1911 году Николай фон Мензенкампф поступил в Петербургскую консерваторию по классу композиции А. К. Лядова. Публиковал музыкально-критические статьи в петербургских и московских газетах и журналах.
Столь же успешно развивалась юридическая карьера. В 1915 году надворный советник Николай Михайлович фон Мензенкампф служил по Министерству юстиции — секретарём Пятого Гражданского департамента Судебной палаты Петроградского окружного суда. Награждён орденом св. Станислава, по представлению училища был приглашён в качестве репетитора в императорскую семью. Несмотря на это, сблизился с видными большевиками — Н. Н. Крестинским и П. И. Стучкой.
После Октябрьской революции Стучкой и А. В. Луначарским был назначен заведующим информационно-правовым отделом Наркомпроса и руководителем музыкального отдела петроградской газеты «Жизнь искусства» (1918—1928). Также после революции вёл большую просветительную работу в рабочих клубах и воинских частях в качестве лектора.

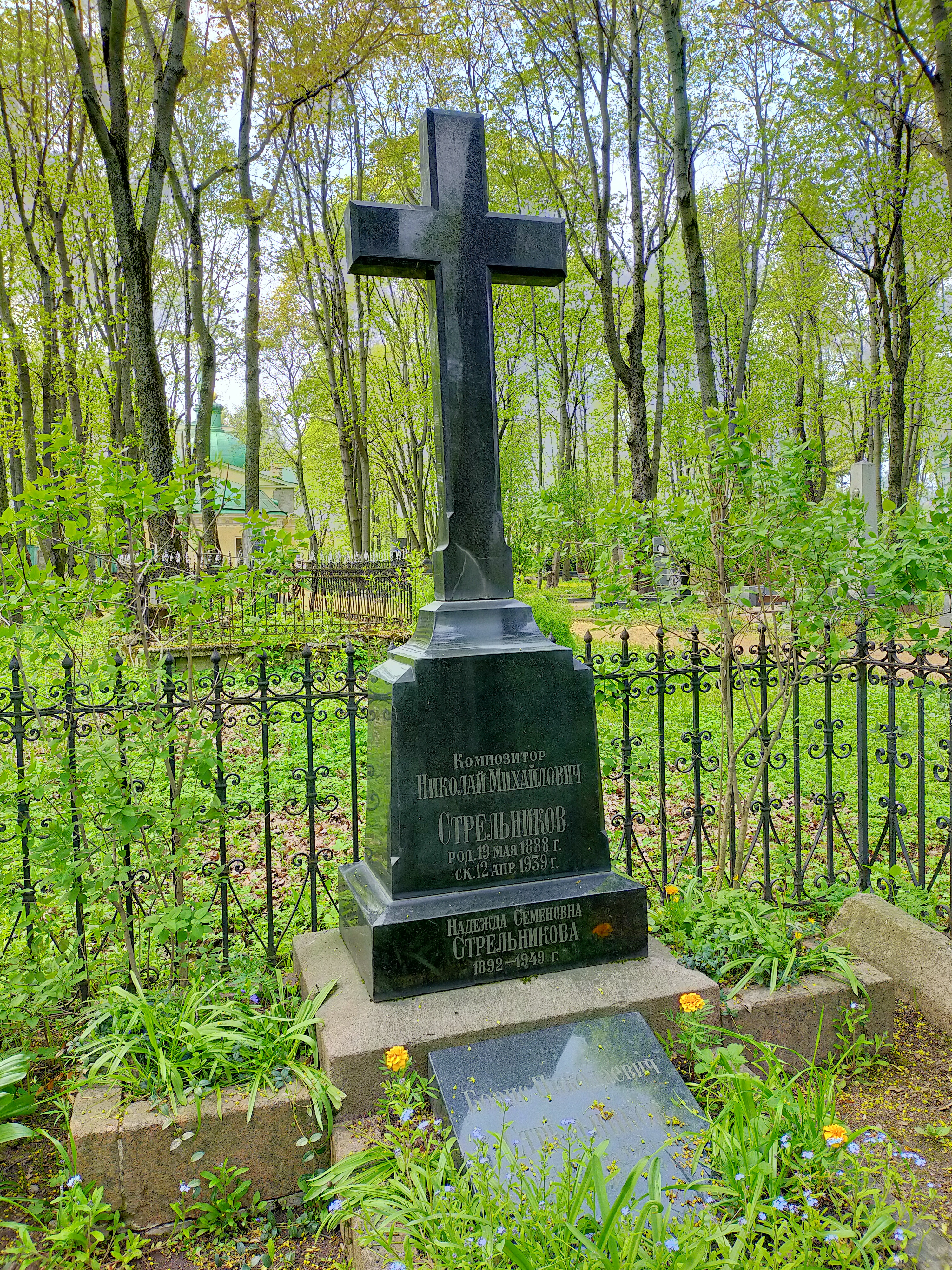
Могила Н. М. Стрельникова на Литераторских мостках

В 1919 году стал руководителем музыкальной частью Театра политотдела Седьмой армии. Вёл музыкально-просветительскую и концертную деятельность в рабочих клубах, в армии и на флоте. В 1922—1923 годах опубликовал 3 книги с биографиями известных музыкантов. Одновременно как видный специалист по трудовому праву был избран председательствующим Особого отделения Петроградского Народного суда.
С 1922 года Н. М. Мензенкампф прекратил юридическую деятельность и до конца жизни работал заведующим музыкальной частью и дирижёром в Ленинградском ТЮЗе.
В 1927 году появилась первая оперетта композитора «Николая Стрельникова» — «Чёрный амулет».
В 1929 году была написана лучшая оперетта Н. Стрельникова — «Холопка». Либретто вначале было написано для использования в спектакле на музыку «Принцессы цирка» Кальмана, но эта постановка не была осуществлена, и Стрельникову предложили написать на этот сюжет новую музыку.
В 1935 году композитор был арестован НКВД. Спас его композитор Ю. А. Шапорин, который обратился к И. В. Сталину, и Стрельникова освободили.
Умер 12 апреля 1939 года в Москве от туберкулёза. Его могила находится в Санкт-Петербурге на Литераторских мостках Волковского кладбища.

## Творчество
Николай Михайлович Стрельников писал музыку к театральным спектаклям, романсы, различные инструментальные и вокальные произведения, музыку для кино, оперетты и оперы.

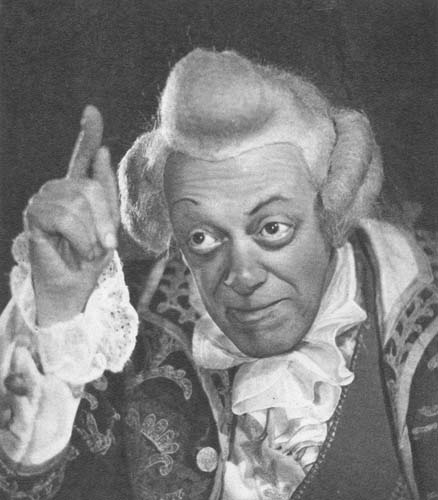
Григорий Ярон в роли Графа Кутайсова, оперетта «Холопка»

### Оперетты
- «Чёрный амулет» (1927, Ленинградский Малый оперный театр)
- «Королева ошиблась» (1928)
- «Холопка» (1929, Ленинградский театр музыкальной комедии)
- «Луна-парк» (1929, Московский театр оперетты, реж. Игорь Терентьев)
- «Чайхана в горах» (1930, Московский театр оперетты)
- «Завтра утром» (1932)
- «Сердце поэта» («Беранже», 1934, Ленинградский театр музыкальной комедии)
- «Настоящая любовь», или «Ты, я и жизнь!» (1937, не поставлена)
- «Президенты и бананы» (1939, по повести О. Генри «Короли и капуста»).

### Оперы
- «Беглец», или «Альбина Мигурская», по повести Льва Толстого «За что?» (1933, Ленинградский академический театр оперы и балета)
- «Граф Нулин», по Пушкину (1938, не поставлена)

### Музыка к кинофильмам
- 1936 — Леночка и виноград
- 1936 — Чудесный корабль
- 1937 — Путешествие в Арзрум

### Книги
- «Бетховен», М., 1922
- «А. H. Серов», М., 1922
- «Глинка», М., 1923

### Экранизации
- Крепостная актриса (фильм)
  - Крепостная актриса (1963) Данные фильма, Ленфильм.
  - Кадры из фильма «Крепостная актриса».

## Семья
Жена: Надежда Семёновна, медсестра, в молодости работала в услужении у жены изобретателя радио Александра Попова — Раисы Алексеевны.
Сын: Борис Николаевич Стрельников (1921—2014) — искусствовед, музыковед, преподаватель, публицист, музыкант, фотограф. Исследователь творчества Георга Отса.
Внучка: Елизавета Борисовна Стрельникова (род. 1960) — художник, скульптор, график, художник ДПИ.